# Happyland (Bangkok)
 (février 2013).
Si vous disposez d'ouvrages ou d'articles de référence ou si vous connaissez des sites web de qualité traitant du thème abordé ici, merci de compléter l'article en donnant les références utiles à sa vérifiabilité et en les liant à la section « Notes et références ».
HappyLand (แฮปปี้แลนด์) était un parc d'attractions de Bangkok, situé dans le district de Bangkapi, inauguré vers 1976. Il s'agit du premier parc d'attractions en plein air de Thaïlande. On pouvait y trouver des grandes roues, des manèges, des montagnes russes, des maisons hantées, etc.
En 2003, Happyland a fermé ses portes et laissé la place à un complexe immobilier. Le parc n'existe plus mais on continue à appeler ce quartier Happyland.